# Programa de Empleo Mínimo
El Programa de Empleo Mínimo (PEM) fue un plan creado por el Ministerio del Interior en 1974 en Chile y puesto en práctica en marzo de 1975, durante la dictadura militar de Augusto Pinochet. Fue considerado como "un subempleo institucionalizado, mediante programas especiales de absorción de mano de obra." Si bien se estableció oficialmente con carácter provisional, se mantuvo prácticamente durante toda la dictadura militar, desde 1974 hasta 1988. El sueldo percibido por los trabajadores era aproximadamente un tercio del salario mínimo.
No debe confundirse con el Programa de Ocupación para Jefes de Hogar (POJH), creado en 1982 y puesto en práctica en 1983.

## Características
Los trabajadores adscritos a este programa iban desde los jornaleros hasta los profesionales universitarios, quienes se inscribían en los municipios. A pesar de ser obreros municipales, no eran considerados tales ya que "ni siquiera eran considerados trabajadores, sino personas pobres beneficiadas con un subsidio estatal contra el desempleo." No siempre tenían contrato formal, por lo que no siempre se les pagaban sus derechos previsionales (jubilación) y de salud. 
Entre las actividades que se realizaban por este programa, destacaban:
- Construcción de plazas y jardines.
- Instalación de redes de alcantarillado.
- Construcción de calles y caminos.
- Labores de aseo y alimentación en jardines infantiles y escuelas.
- Atención de enfermos en hospitales y consultorios.
- Trabajos administrativos en oficinas públicas.

La productividad de estos trabajadores era aparentemente muy baja, y muchos de sus trabajos implicaban labores calificadas como absurdas e inútiles.
La crisis de los 80 implicará la creación de un plan más grande llamado POJH, creado para generar empleo en un país cuyas tasas de desempleo eran altísimas.